# Agave barbadensis
Agave barbadensis ist eine Pflanzenart aus der Gattung der Agaven (Agave).

## Beschreibung

### Vegetative Merkmale
Agave barbadensis wächst mäßig sprossend. Ihre matt dunkelgrünen, breit lanzettlichen, auswärts gebogenen, konkaven Laubblätter sind an ihrer Basis bis zu 20 Zentimeter dick. Junge Blätter sind glauk. Die Blattspreite ist 150 bis 250 Zentimeter lang und 25 bis 30 Zentimeter breit. Die Blätter sind ziemlich abrupt zugespitzt, zur Spitze hin fast löffelartig und der Länge nach gefaltet. Der Blattrand ist gerade. An ihm befinden sich 2 bis 3 Millimeter lange Randzähne, die in der Regel 1 bis 1,2 Zentimeter voneinander entfernt stehen. Die auffälligen Randzähne sind gerade oder gebogen. Der ziemlich krallige und konisch-pfriemliche, glatte Enddorn ist an der Basis einwärts gerollt. Er ist 10 bis 15 Millimeter (selten ab 7 Millimeter) lang. Seine bogige Spitze ist schwärzlich braun. Der Enddorn ist herablaufend und auf der Rückseite in das grüne Blattgewebe eingefügt.

### Blütenstände und Blüten
Der schmal längliche, „rispige“ Blütenstand erreicht eine Länge von 5 bis 6 Meter und mehr. Die Teilblütenstände befinden sich auf stark ansteigenden Ästen im oberen Drittel (oder mehr) des Blütenstandes. Der Blütenstand trägt reichlich und dicht Bulbillen. Die 65 bis 75 Millimeter langen Blüten stehen an etwa 10 Millimeter (selten bis zu 20 Millimeter) langen Blütenstielen. Die Blüten verkümmern vor dem vollständigen Öffnen. Ihre Perigonblätter sind gelb. Ihre Zipfel sind 20 bis 25 Millimeter lang. Die konische Blütenröhre weist eine Länge von etwa 15 Millimeter auf. Der länglich spindelförmige Fruchtknoten ist 45 bis 55 Millimeter lang.

## Systematik und Verbreitung
Agave barbadensis ist auf der zu den Kleine Antillen gehörenden Insel Barbados verbreitet. Sie wächst in Dünengebieten und ist oft aus Kultur verwildert.
Die Erstbeschreibung durch William Trelease wurde 1913 veröffentlicht.

## Nachweise